# Bajío de la Serreta
El bajío de la Serreta es un arrecife rocoso de origen volcánico localizado a cerca de una milla náutica  de la costa oeste de la isla Tercera, Azores, frente a la freguesia de la Serreta, de la cual recibe el nombre. El bajío es el resultado de las repetidas erupciones submarinas que han ocurrido en aquella área a lo largo de los últimos milenios (la última erupción del volcán de la Serreta ocurrió a cerca de 2 millas náuticas a oeste-suroeste en 1998-2000).

## Descripción
Este bajo es de acceso difícil, no solo por encontrarse lejos de la costa y por lo tanto de cualquiera puerto, sino también por encontrarse en una zona de fuerte oleaje y fuertes corrientes. Los Puertos más próximos de este afloramiento rocoso son el Puerto de las Pipas en Angra del Heroísmo que se sitúa a 15 millas náuticas y el Puerto de las Cinco Ribeiras y también Puerto de Son Mateus de la Calheta, estos últimos de pequeña dimensión.
La zona costera más próxima es la Punta del Quemado.
Esta formación rocosa se vio envuelta en 2006 en una fuerte actividad volcánica que dio origen gran emisión de materiales volcánicos, lavas, y cenizas volcánicas porque este lugar puede ser potencialmente peligroso. La profundidad es muy variable yendo de los seis a los treinta y cinco metros.

## Descripción geológica
Este bajo corresponde a la cima de un cono volcánico submarino que se encuentra asociado a varias erupciones que han tenido lugar desde 1867, siendo que este volcán es un cono secundario del gran volcán emergido de la Sierra de Santa Bárbara.
Los fondos marinos circundantes a esta formación presentan una morfología bastante accidentada donde existen declives acentuados, planos de fractura, hendiduras y cavidades.
Como no podría dejar de ser los fondos marinos en esta zona se presentan constituidos por 
flujos de lava y grandes bloques basálticos aquí y allá, recubiertos por 
guijarros y arenas. Surgen aún claros de arena, paredes verticales y con cuevas gigantescas. En las inmediaciones de esta región existen algunas fumarolas submarinas con origen en el volcán asociado a este bajo.

## Fauna y flora
En la Baja de la Serreta son observables los siguientes organismos:
- Medusa luminescente Pelagia noctiluca,
- Alga roja Asparagopsis armata,
- Amémona(Alicia mirabilis),
- Barracuda (Sphyraena),
- Boga (Boops boops),
- Bodianus (labrídeos),
- Craca - (Megabalanus azoricus).
- Caravela portuguesa (Physalia physalis),
- Chicharro (Trachurus picturatus).
- Cangrejo eremita - (Calcinus tubularis),
- Estrella de mar - (Ophidiaster ophidianus),
- Garoupa - (serranídeos),
- Lapa - (Docoglossa),
- Lírio (Campogramma glaycos),
- Mero (Epinephelus itajara),
- Erizo de mar negro - (Arbacia lixula),
- Erizo del mar rojo - (Strongylocentrotus purpuratus),
- Pez cerdo (Balasteis carolinensis),
- Pez globo (Sphoeroides marmoratus),
- Pez rey - (Coris julis),
- Púlpo (Octopus vulgaris),
- Raya (Taeniura grabata),
- Lenguado - (Bothus podas maderensis),
- Salmonete - (Mullus surmuletus),
- Sargo - (Dictyota dichotoma),
- Delfín mular - (Tursiops truncatus),
- Tortuga boba - (Caretta caretta).

Siendo el número de especies identificas superior a 73. Por sus características de fauna, flora y aún paisaje geológico es defendida su conservación como zona de protección de la Naturaleza (Santos et al. (1995)).
- Datos: Q9643958